# Мара Манзан
Мара Виржиния Манзан (порт.-браз. Mara Virgínia Manzan; 28 мая 1952, Сан-Паулу — 13 ноября 2009[…], Рио-де-Жанейро) — бразильская актриса.

## Биография
Начала свою карьеру в 17 лет в театре Oficina в Сан-Паулу в качестве подсобного рабочего. Впервые выступила на сцене, заменяя одну из актрис. Работала в качестве аниматора на карнавале в Жуазейру-ду-Норти и выдувателем огня на гонках в день святого Сильвестра в Сан-Паулу и на выступлении Мадонны в Бразилии. Наибольшую известность получила после роли Одети в телесериале «Клон».
В апреле 2008 актриса перенесла операцию по удалению злокачественной опухоли из лёгких. 6 ноября 2009 она снова была госпитализирована для лечения рака лёгких и скончалась в больнице через неделю из-за их отказа.

## Избранная фильмография
- 1993 — Секрет тропиканки / Mulheres de Areia — Жоана
- 1998 — Неукротимая Хильда / Hilda Furacão — Невита
- 1998 — Шальные деньги / Pecado Capital — Алзира
- 1999 — Земля любви / Terra Nostra — портниха, шившая платье для Джулианы
- 2001—2002 — Клон / O Clone — Одети Сантуш
- 2004 — Хозяйка судьбы / Senhora do Destino — Джанис
- 2005 — Америка / América — мать Креузы
- 2006 — Змеи и ящерицы / Cobras & Lagartos — Марилена
- 2007 — Два лица (телесериал) / Duas Caras — Амара, мачеха Бернардиньо
- 2009 — Дороги Индии / Caminho das Índias — Дона Ашима